# Cholame
Cholame est une localité non incorporée située dans le comté de San Luis Obispo en Californie aux États-Unis.
Le 30 septembre 1955, l'acteur américain James Dean meurt dans un accident de voiture à l'intersection des routes de Californie 46 et 41 à Cholame.